# Дичь (фильм)
«Дичь» (англ. Freaky) — американский комедийный слэшер 2020 года режиссёра Кристофера Лэндона, снятый по сценарию Лэндона и Майкла Кеннеди. В главных ролях — Винс Вон и Кэтрин Ньютон. В фильме рассказывается история старшеклассницы Милли Кесслер, которая после удара волшебным кинжалом меняется телами с серийными убийцей Барни Гаррисом, известным как «Мясник из Блиссфилда». Девушка обнаруживает, что у неё есть только один день, чтобы вернуться в свое тело, прежде чем остаться в теле убийцы навсегда. Будучи преследуемой полицией, Милли должна найти Барни Гарриса, который использует её тело для нападения на её же одноклассников на встрече выпускников.
Премьера состоялась на Beyond Fest 8 октября 2020 года, полномасштабный релиз в США начался 13 ноября 2020 года. Фильм получил положительные отзывы кинокритиков.

## Сюжет
Четверо подростков жестоко убиты серийным убийцей «Мясник из Блиссфилда», который затем крадет древний кинжал Ла Дола. На следующий день старшеклассница Милли Кесслер по возвращении домой посещает футбольный матч в старшей школе Блиссфилд-Вэлли, где она выступает в качестве школьного талисмана. На ожидающую родителей возле пустой школы Милли нападает Мясник, который наносит ей удар в плечо. Из-за особой природы оружия идентичная рана мгновенно появляется на его плече, а с прибытием старшей сестра Милли — полицейской Шарлин серийный убийца сбегает. Полиция забирает Ла Долу в качестве вещественной улики, инициируя розыск Мясника.
На следующее утро Мясник и Милли обнаруживают, что поменялись телами, и оба направляются в среднюю школу Блиссфилд-Вэлли. В школе Мясник, теперь находящийся в теле Милли, убивает её главную мучительницу Райлер, заперев её в резервуаре криотерапии в раздевалке для девочек. Он понимает, что его невинная внешность даёт ему иммунитет от подозрений, и убивает настольной пилой также издевавшегося над подростком учителя столярной мастерской мистера Бернарди. Милли, теперь находящаяся в теле Мясника, находит своих лучших друзей Нилу и Джоша и доказывает им свою личность, исполняя танец школьного талисмана и отвечая на ряд личных вопросов. Нила и Джош исследуют Ла Дола и обнаруживают, что Милли должна ударить Мясника кинжалом до полуночи, иначе их души навсегда останутся в нынешних телах.
Позже в тот же день Мясник заманивает влюбленного в Милли Букера на поле для мини-гольфа, но Милли, Нила и Джош прибывают как раз вовремя, чтобы спасти его. Мясник и Букер теряют сознание, и их приносят в дом Джоша. Привязав Мясника к стулу, Милли и Нила пытаются объяснить ситуацию Букеру, которого удаётся убедить лишь прочтением любовного стихотворения, которое Милли анонимно прислала ему за несколько недель до этого. Джош следит за Мясником, пока Милли, Нила и Букер едут в полицейский участок за кинжалом. Нила обманом заставляет в одиночку пребывающей в участке Шарлин уйти, чтобы она могла украсть кинжал. Ожидая снаружи в машине, Букер говорит, что ему всегда нравилась Милли, и Милли рассказывает, как она наслаждается вновь обретенной силой и уверенностью, которые она чувствует в теле Мясника, и они целуются.
Мясник в конце концов сбегает, а Шарлин ловит Нилу на месте похищения Ла Долы. Милли замечает, входящего в полицейский участок Мясника и бежит вслед за ним, но её пытается задержать Шарлин. Милли одолевает сестру и запирает её в тюремной камере, в то время как Мясник сбегает на полицейской машине. На школьном празднике Мясник убивает четырёх футболистов после того, как трое из них пытаются изнасиловать его. Когда приближается полночь, Милли наносит удар Мяснику, после чего слуги закона застреливают маньяка. Позже Милли и Букер воссоединяются и снова целуются.
Фальсифицировав свою смерть в машине скорой помощи, Мясник следует за Милли до дома и нападает на неё, высмеивая её физическую слабость и неуверенность. Милли, Шарлин и их мать изо всех сил пытаются одолеть маньяка, в конце концов Милли убивает его, пронзив сломанной ножкой от стола.

## В ролях
- Винс Вон — Барни Гаррис / мясник из Блиссфилда, стареющий серийный убийца, известный тем, что его так и не удалось поймать. Является местной городской легендой.
- Кэтрин Ньютон — Милли Кесслер, подвергаемая школьной травле старшеклассница, которая случайно меняется телами с мясником из Блиссфилда.
- Кэти Финнеран — Паула Кесслер, мать Милли.
- Юрайа Шелтон — Букер Строуд, возлюбленный Милли.
- Дана Дрори — Чар Кесслер, старшая сестра Милли, которая работает в полиции.
- Селеста О’Коннор — Нила Чоунс, лучшая подруга Милли.
- Миша Ошерович — Джош Детмер, друг Милли.
- Алан Рак — мистер Бернарди, учитель столярного дела в классе Милли.
- Радхеш Ария — Кумар, парень Джоша.

## Производство
В начале августа 2019 года объявили, что Кристофер Лэндон напишет и станет руководителем нового фильма ужасов с Джейсоном Блюмом в качестве продюсера под брендом своей компании Blumhouse Productions. Конкретные детали сюжета не разглашаются, но, как сообщается, история повествует о жестоком персонаже, сеющем хаос в маленьком городке. Съёмки должны были начаться в октябре в Атланте, штат Джорджия, и предполагалось, что фильм станет ремейком «Крика». Однако позже Лэндон развенчал слухи о том, что фильм является ремейком «Крика», заявив, что предстоящий проект должен быть оригинальной историей, вдохновленной книгой «Чумовая пятница» Мэри Роджерс.
Позже в августе было объявлено, что Кэтрин Ньютон и Винс Вон присоединились к актёрскому составу фильма, а сценарий написали Лэндон и Майкл Кеннеди. В октябре 2019 года к актёрскому составу фильма присоединились Урайа Шелтон, Алан Рак, Кэти Финнеран, Селеста О’Коннор и Миша Ошерович.

### Съёмки
Съемочный период длился 35 дней под оригинальным названием Freaky Friday the 13th (Чумовая пятница 13-го). Он начался 21 октября 2019 года и завершился 12 декабря 2019 года.

## Релиз
Мировая премьера фильма состоялась на Beyond Fest 8 октября 2020 года. Премьера фильма состоялась 13 ноября 2020 года, а 4 декабря 2020 года фильм стал доступен в виде видео по запросу.

## Критика
На агрегаторе рецензий Rotten Tomatoes рейтинг одобрения составляет 84 %, основанный на 250 отзывах, со средним рейтингом 6,9 из 10. На Metacritic фильм имеет средневзвешенную оценку 67 из 100, основанную на отзывах 39 критиков, что в целом указывает на благоприятные отзывы.
Райан Ларсон из американского музыкального сайта Consequence of Sound поставил фильму оценку «отлично», заявив, что «с невероятным актёрским составом второго плана и двумя интересными ведущими персонажами, „Дичь“ — настоящий взрыв, который заставляет Лэндона все ближе и ближе подходить к мастерам жанра слэшер, таким как Крейвен и Карпентер». Хизер Уиксон из Daily Dead дала фильму оценку 4,5 из 5, заявив, что «Дичь — один из лучших сверхъестественных слэшеров в эпоху современных ужасов, в котором безупречно сочетаются ужас, юмор и сердце». Барри Герц из The Globe and Mail дал фильму 3 звезды из 4 и заявил: «Лэндон не стремится открыть здесь что-то новое — он только использует протоптанную дорожку для своих собственных шуток и грубостей».